# ۵۷۶ (قمری)

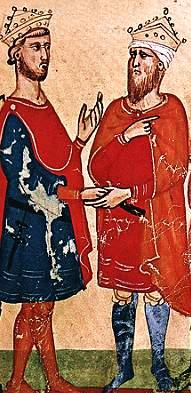
الکامل محمد المالک و فردریک دوم امپراتور مقدس روم

۵۷۶ (قمری)، پانصد و هفتاد و ششمین سال در گاهشماری هجری قمری است. اول محرم این سال برابر با چهارم ژوئن سال ۱۱۸۰ میلادی است.